# 休镇
休镇（英語：Hugh Town）位于英国西南部锡利群岛最大岛屿圣玛丽斯岛西南岸，是锡利群岛最大的城镇，为群岛的政治，经济，文化和交通中心。旅游业重要。